# Kjell-Børge Freiberg
Kjell-Børge Freiberg (født 27. april 1971) er en norsk politiker ( FrP).
Han var minister for olie og energi fra 31. august 2018 til 18. december 2019.
Han var borgmester i Hadsel kommune fra 2007 til 2015 og statssekretær i ministeriet for olie og energi fra 2015 til 2017. I 2017 blev han valgt til Stortinget, efter at han var Fremskrittspartiets første kandidat i Nordland.